# Werner de Vogelaere
Werner de Vogelaere is een Belgisch voormalig korfballer.

## Levensloop
Hij was actief bij Catbavrienden. Met deze club won de Vogelaere driemaal de Europacup (1992, 1997 en 1998) en vijfmaal de Beker van België (1992, 1994, 1996, 1997 en 1998). Ook werd hij met Catbavrienden verschillende malen landskampioen in zowel de veld- als zaalcompetitie. In 1996 werd hij als speler van deze club verkozen tot 'korfballer van het jaar'. Daarnaast maakte de Vogelaere deel uit van het Belgisch korfbalteam, waarbij hij 36 caps verzamelde.  Met de nationale equipe behaalde hij onder meer goud op het wereldkampioenschap van 1991 en zilver op de Wereldspelen van 1997.
In 1999 zette hij een punt achter zijn spelerscarrière. Hij werd assistent-coach bij Catba en in 2001 werd hij er hoofdcoach. In 2005 werd hij hoofdcoach bij AKC. Vervolgens was hij actief als coach bij onder meer Kwik (van 2010 tot 2013) en zijn jeugdploeg Catbavrienden.
Zijn echtgenote Chantal Delorge was eveneens actief in het korfbal.